# Indywidualne Mistrzostwa Danii na Żużlu 1987
Indywidualne Mistrzostwa Danii na Żużlu 1987 – cykl turniejów żużlowych, mających na celu wyłonienie najlepszych żużlowców w Danii w sezonie 1987. Tytuł zdobył Hans Nielsen.

## Finał
- Fjelsted, 30 sierpnia 1987

| Msc. | Zawodnik            | Klub | Pkt |  |  |
| ---- | ------------------- | ---- | --- |  |  |
| 1    | Hans Nielsen        | –    | 14  |  |  |
| 2    | Erik Gundersen      | –    | 13  |  |  |
| 3    | Brian Karger        | –    | 11  |  |  |
| 4    | John Jørgensen      | –    | 10  |  |  |
| 5    | Peter Glanz         | –    | 9   |  |  |
| 6    | Tommy Knudsen       | –    | 8   |  |  |
| 7    | Jan Stæchmann       | –    | 8   |  |  |
| 8    | Peter Ravn          | –    | 8   |  |  |
| 9    | Jan Osvald Pedersen | –    | 7   |  |  |
| 10   | Allan Johansen      | –    | 7   |  |  |
| 11   | Jan Jacobsen        | –    | 6   |  |  |
| 12   | Gert Handberg       | –    | 5   |  |  |
| 13   | Ole Hansen          | –    | 4   |  |  |
| 14   | Flemming Pedersen   | –    | 4   |  |  |
| 15   | Kurt Hansen         | –    | 3   |  |  |
| 16   | Per Sorensen        | –    | 0   |  |  |